# Вопрос геноцида украинцев в период вторжения России на Украину

Страны, официально признающие геноцид украинцев во время вторжения России на Украину с 2022 года

В независимом отчёте New Lines Institute и Центра Рауля Валленберга, вышедшем в конце мая 2022 года, заключается, что существует достаточно доказательств того, что Россия организованно на государственном уровне подстрекает к геноциду и совершает злодеяния, направленные на уничтожение украинского народа, в ходе её военной агрессии против Украины. Эксперты заключают, что российские военные преступления и преступления против человечества вызваны геноцидным намерением истребить Украину и украинцев как отдельную национальную группу, и могут быть квалифицированы как геноцид.
После обнаружения фактов массового убийства мирного населения в городе Буча Киевской области ряд мировых лидеров, включая президента Украины, обвинили Россию в организации геноцида украинцев во время её вторжения на Украину в рамках российско-украинской войны. Экспертное сообщество разделилось в оценке данного вопроса. Его представители либо трактуют данные события как происходящий геноцид, либо ссылаются на недостаток фактов для такой оценки, при этом признавая наличие предпосылок.
Расследование возможных фактов геноцида ведётся рядом международных комиссий и структур.

## Понятие геноцида в международном праве
Геноцид — тягчайшее преступление против человечества. Ответственность за геноцид предусматривается как международным законодательством, так и уголовными кодексами России и Украины. В соответствии с Конвенцией о геноциде, наказываются не только организаторы и исполнители, но также и лица, подстрекавшие к совершению геноцида.
Геноцид не имеет срока давности. Ответственные за геноцид не могут быть амнистированы, им не может быть предоставлено политическое убежище. Преследованием лиц, ответственных за геноцид, занимается Международный уголовный суд в Гааге.

## Законодательное признание на государственном уровне
| Страна      | Дата           |
| Польша      | 23 марта 2022  |
| Украина     | 14 апреля 2022 |
| Латвия      | 20 апреля 2022 |
| Эстония     | 21 апреля 2022 |
| Канада      | 28 апреля 2022 |
| Литва       | 10 мая 2022    |
| Чехия       | 11 мая 2022    |
| Ирландия    | 02 июня 2022   |
|             |                |
| Организация | Дата           |
| ПАСЕ        | 27 апреля 2023 |
| ПА НАТО     | 22 мая 2023    |
| ПА ОБСЕ     | 03 июля 2024   |

23 марта 2022 года Сейм Польши принял резолюцию о совершении Россией военных преступлений, преступлений против человечности, и нарушении прав человека на территории Украины. В соответствии с резолюцией, Польша осуждает акты геноцида и другие нарушения международного права, совершенные российскими войсками на территории Украины. Резолюция утверждает, что эти преступления совершены «по приказу военных главнокомандующих президента Владимира Путина».
14 апреля 2022 года Верховная Рада Украины приняла постановление «О совершении Российской Федерацией геноцида в Украине», в соответствии с которым действия российских войск и российского руководства на Украине признаются геноцидом украинского народа. Рада обосновывает это решение, в частности, существованием «официальной политики российского государства, направленной на непризнание права украинского народа на самоидентификацию, самоопределение и, как следствие, на существование». В соответствии с заявлением Рады по резолюции, акты геноцида в действиях РФ проявляются, в частности, следующим образом:
- совершение российскими войсками массовых зверств на временно оккупированных территориях
- систематические случаи умышленного убийства гражданского населения
- массовые депортации гражданского населения
- передача перемещенных украинских детей на воспитание в РФ
- захват и целенаправленное уничтожение объектов хозяйственной инфраструктуры
- системные действия РФ, рассчитанные на постепенное уничтожение украинского народа

## Заявления о геноциде от официальных лиц и органов

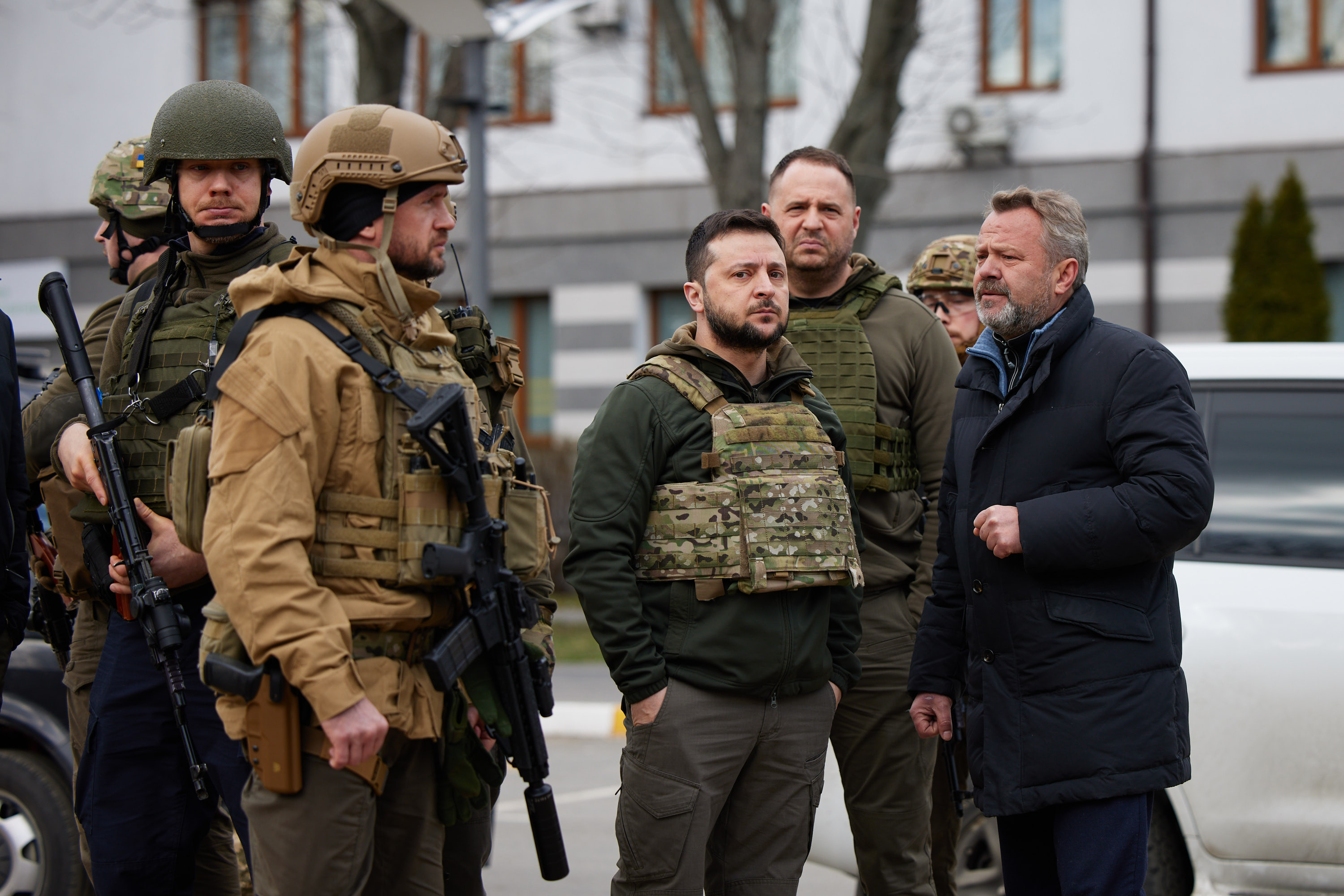
Рабочая поездка президента Украины в Бучу. На переднем плане — Владимир Зеленский и мэр Бучи Анатолией Федорук, на заднем — руководитель Офиса президента Андрей Ермак. Киевская область, 4 апреля 2022 года

Через несколько дней после обнаружения свидетельств массовых убийств гражданского населения, находясь в Буче, президент Украины Владимир Зеленский заявил о том, что Украина переживает попытку геноцида. Такую же оценку происходящему дали президент Польши Анджей Дуда и премьер-министр Польши Матеуш Моравецкий, председатель правительства Испании Педро Санчес, президент Колумбии Иван Дуке Маркес, президент США Джо Байден, премьер-министр Канады Джастин Трюдо, главы комитетов иностранных дел парламентов Литвы, Латвии, Эстонии, Польши, Румынии и Чехии, Всемирный конгресс украинцев, Палата общин Канады. Премьер-министр Великобритании Борис Джонсон заявил, что зверства в Буче «недалеко от геноцида».
13 апреля 2022 года президент Франции Эмманюэль Макрон заявил, что хочет быть «осторожнее с терминами», поставив под сомнение полезность «эскалации слов» для прекращения войны, уточнив, что «Россия в одностороннем порядке начала жестокую войну, что сейчас установлено, что военные преступления были совершены российской армией».
Всеукраинский совет церквей и религиозных организаций призвал каждое государство в мире «признать геноцид украинского народа во время российского вторжения в 2022 году и осудить идеологию „русского мира“ как оправдывающую геноцид народов и уничтожение целых государств».
7 декабря 2022 года комитет Сената США по международным отношениям принял резолюцию о признании действий России против Украины геноцидом.

## Экспертная оценка

### Вопрос организованности преступлений против населения

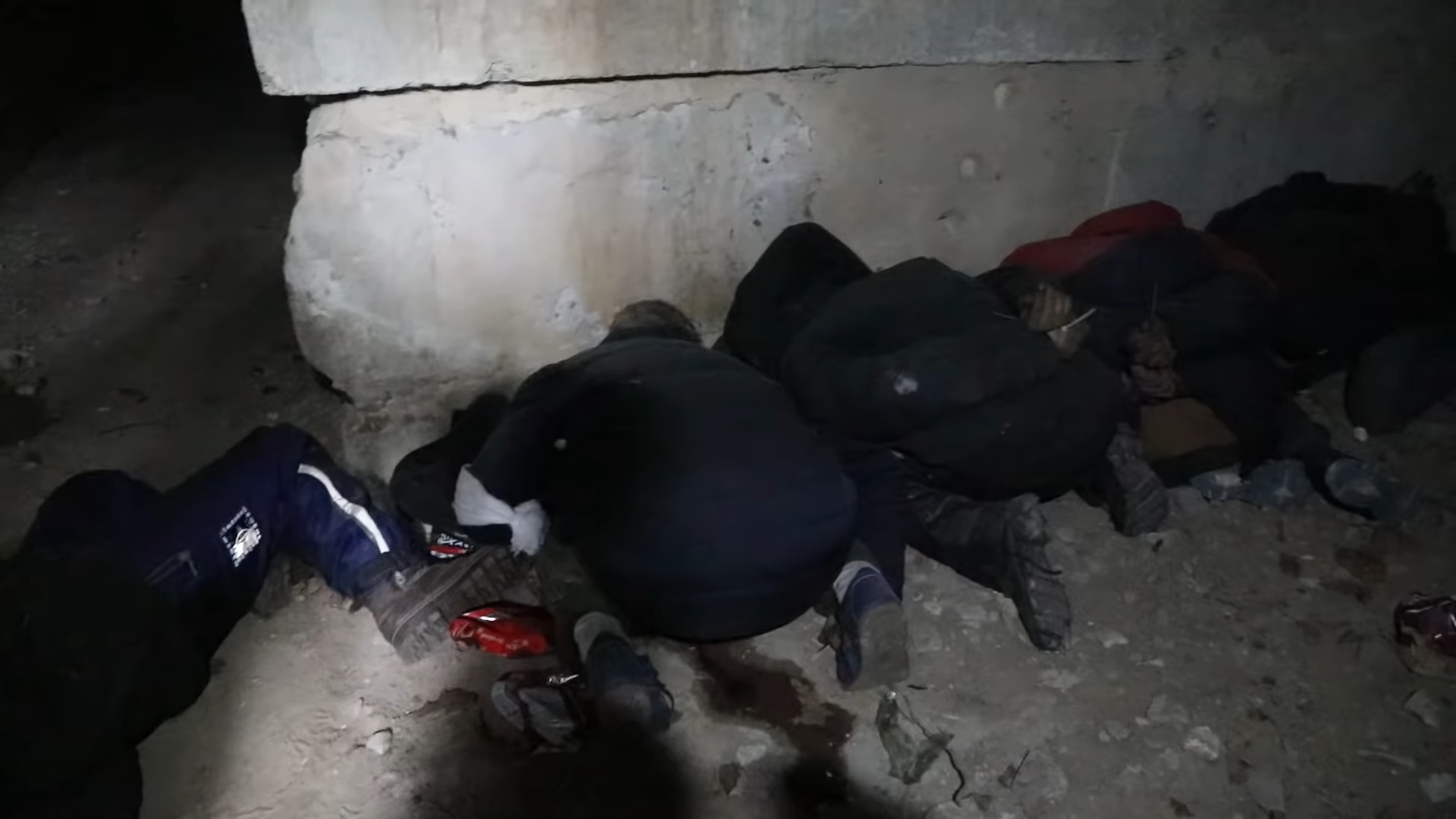
Гражданские, расстрелянные в подвале одного из домов Бучи. Киевская область, апрель 2022 года

Международные правозащитные организации Amnesty International и Human Rights Watch зафиксировали массовые случаи преступлений российской армии против мирного населения на оккупированных территориях, включая пытки, казни, изнасилования и мародёрство. Они получили широкое освещение в мировых СМИ. После обнаружения свидетельств массовых убийств гражданского населения в Буче генеральный секретарь Amnesty International Аньес Калламар заявила, что они «не являются единичными инцидентами и, вероятно, являются частью ещё более масштабной схемы военных преступлений, включая внесудебные казни, пытки и изнасилования в других оккупированных районах Украины». По мнению доктора Джека Уотлинга из Королевского объединённого института оборонных исследований данные действия являются частью российской доктрины антипартизанской войны, которая заключается в коллективном наказании. Её цель — «отомстить населению за дерзость сопротивления». Уотлинг отмечал, что аналогичная тактика использовалась в Чечне, в Афганистане и во время Второй мировой войны.
Об организованном характере убийств мирного населения заявили также представители разведывательных сообществ Великобритании и Германии. Глава британской разведки MI6 Ричард Мур в привязке к убийствам в Буче отмечал: «Мы знали, что планы Путина по вторжению включали внесудебные казни его военными и спецслужбами». 7 апреля Der Spiegel опубликовала данные из доклада немецкой разведки Бундестагу, произведённого 6 апреля. Согласно озвученным парламентариям данным радиоперехватов российскими военнослужащими производились убийства мирного населения и расстрелы украинских военнопленных, после того как те проходили процедуру допроса. Описываемое в них соответствовало расположению найденных трупов в Буче. Исходя из оценки сказанного на записях Der Spiegel пришёл к выводу, что они свидетельствуют о том, что массовые убийства не были ни случайными действиями, ни низовой инициативой некоторых военных. С гораздо большей вероятностью данные материалы указывают на то, что убийства мирных жителей могли быть частью «четкой стратегии» по «запугиванию мирного населения и подавлению сопротивления».

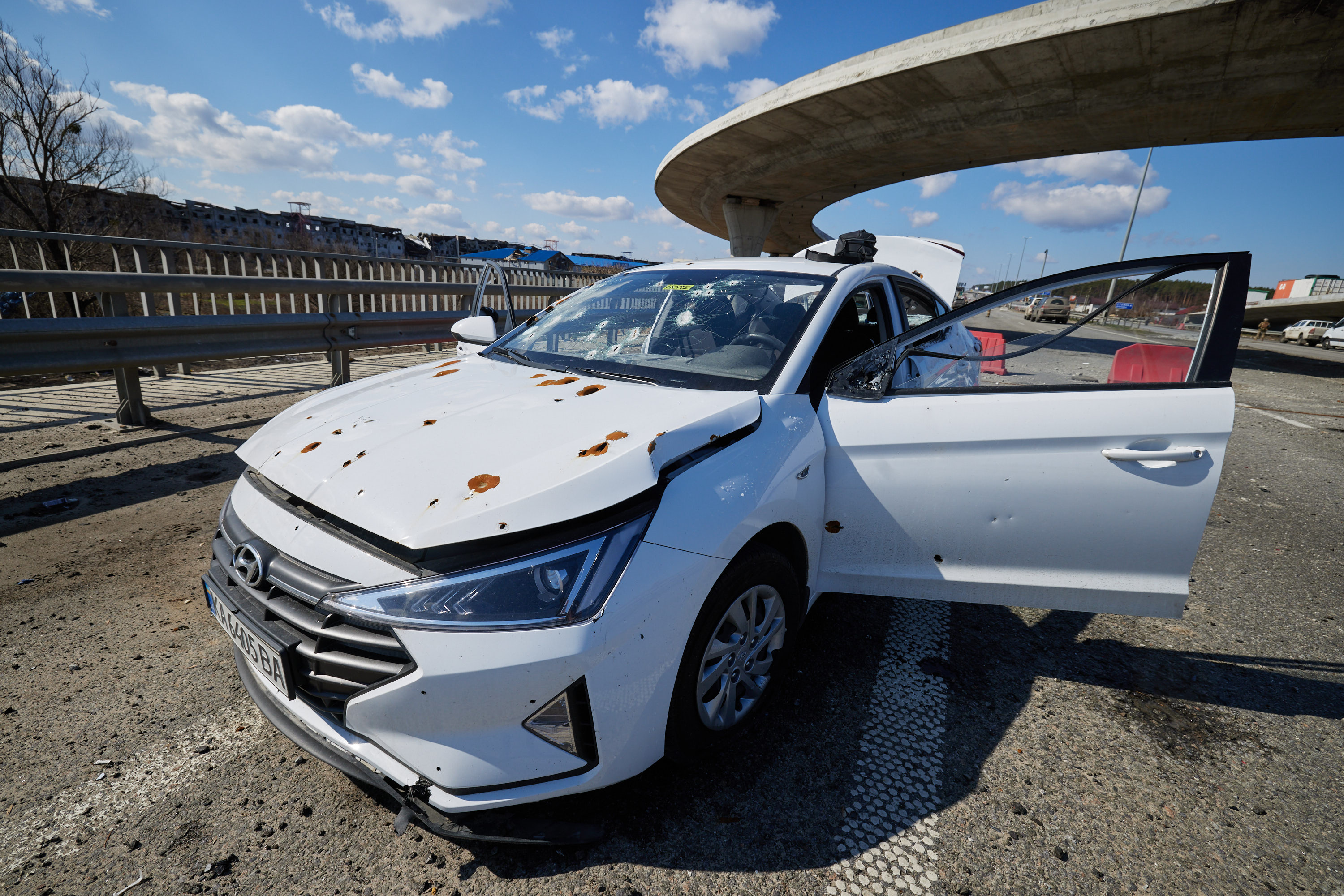
Расстрелянная гражданская машина на выезде из города. Ирпень, Киевская область, апрель 2022 года

Международная федерация за права человека и её членская организация на Украине Центр гражданских свобод (ЦГС) сообщили о наличии доказательств насильственного перемещения российскими военными мирных жителей из осажденного Мариуполя в Россию, неподконтрольные Украине территории Донецкой и Луганской областей, Крым с использованием практики фильтрационных лагерей. По данным ЦГС при этом разлучались семьи, изымались документы и телефоны. По данным ЦГС, российские силы также не пропускали мирных жителей через гуманитарные коридоры в неоккупированные части Украины, открывая огонь по мирным жителям. По словам украинских официальных лиц такая же практика применялась российскими войсками в окрестностях Сум, Харькова и Киева.

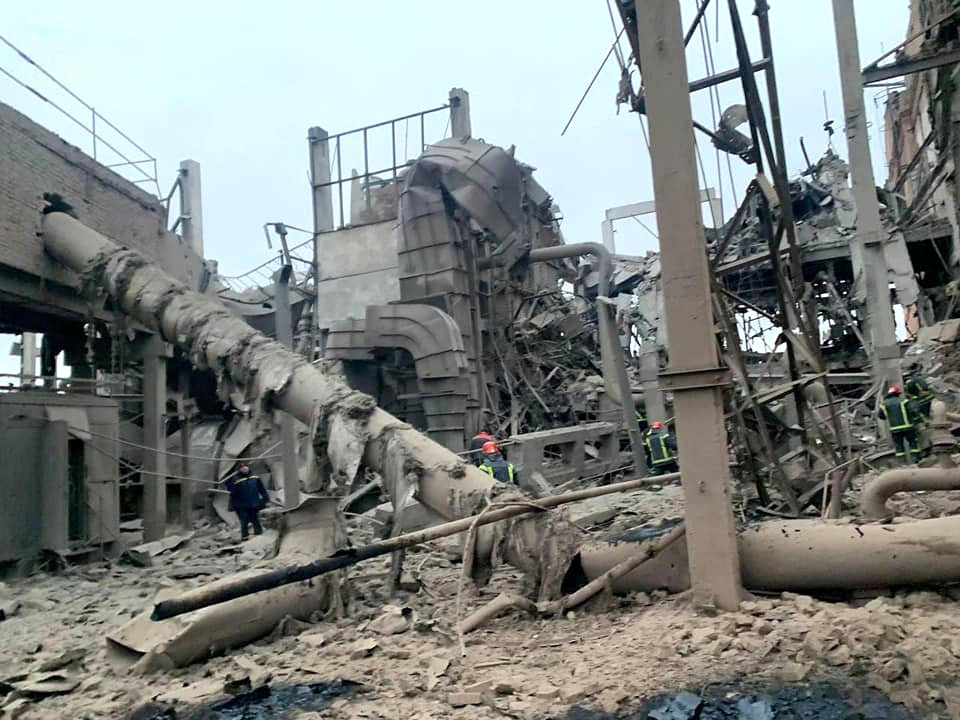
Теплоэлектроцентраль, уничтоженная российским авиаударом. Ахтырка, Сумская область, 4 марта 2022 года

Директор Amnesty International Ukraine в интервью Deutsche Welle 4 апреля 2022 года обвинила Россию в применении целенаправленной тактики истощения мирного населения в осажденных городах (умышленном перекрытии доступа к пище, воде, электроэнергии, теплоснабжению) и доведении их до гуманитарной катастрофы. AI были отмечены случаи блокирования гуманитарных коридоров, обстрелов автобусов, убийства гражданских лиц, пытавшихся уехать из осаждённых городов.

### Оценка происходящего как геноцида
Основатель и руководитель Genocide Watch Грегори Стэнтон в комментарии Би-би-си сказал, что есть доказательства того, «что российская армия на самом деле намеревается частично уничтожить украинскую национальную группу», чем объясняются убийства помимо комбатантов и военных также и мирных жителей. Комментируя речь Владимира Путина о начале вторжения в которой тот заявил, что восьмилетняя война на востоке Украины выглядела как геноцид, Стэнтон указал на то, что некоторые ученые называют «отзеркаливанием»: «Часто виновный в геноциде обвиняет другую сторону — целевых жертв — в намерении совершить геноцид до того, как преступник это сделает. Именно это и произошло в данном случае».
Доцент кафедры международных отношений Университета Джонса Хопкинса Евгений Финкель в интервью Би-би-си отмечал, что происходящее на Украине является геноцидом, поскольку есть доказательства убийств людей, совершенных в Буче и других местах, на основании их украинской принадлежности. Он обратил особое внимание на опубликованную на сайте государственного агентства «РИА Новости» статью колумниста Тимофея Сергейцева «Что Россия должна сделать с Украиной», в которой заявляется, что «Украина невозможна как национальное государство», украинская националистическая элита «должна быть ликвидирована», а «значительная часть населения также виновата», за что она заслуживает «перевоспитания и идеологических репрессий» продолжительностью не менее поколения, и это «неизбежно означало бы деукраинизацию». Финкель отмечал: «Для меня изменение тона в последние недели в России, и особенно среди элит, стало переломным моментом, который мы называем порогом намерения не просто разрушить государство… но разрушить идентичность… Цель войны — деукраинизация… они не сосредотачиваются на государстве, они сосредотачиваются на украинцах».

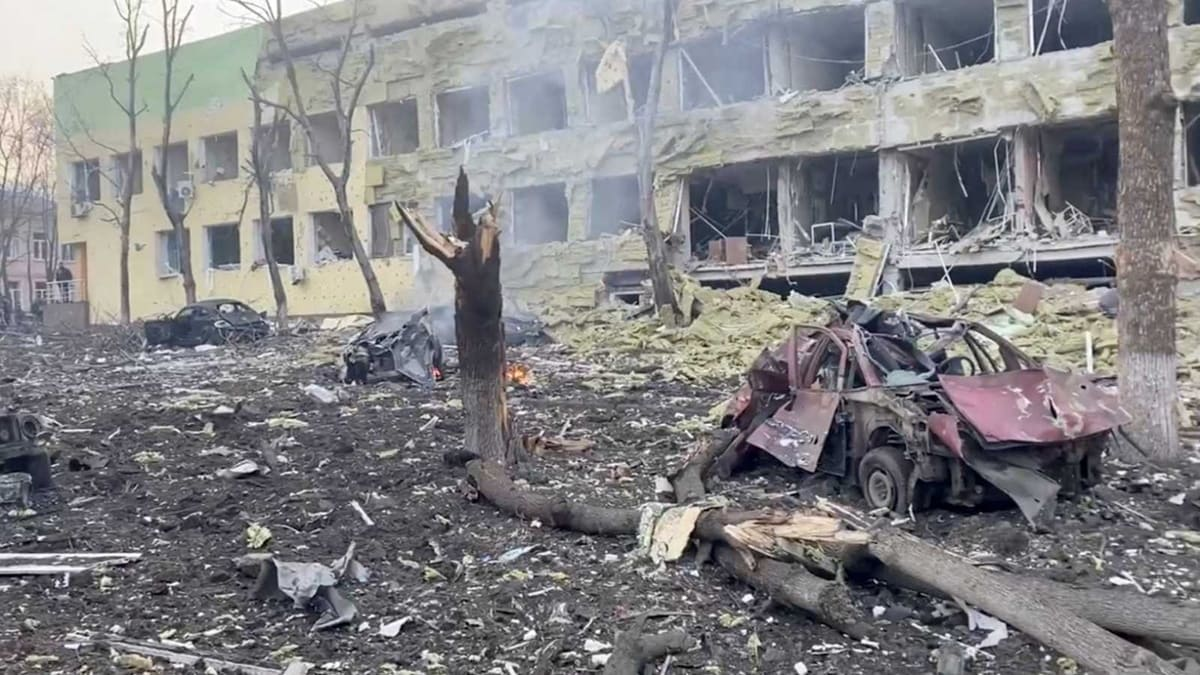
Обстрелянная российскими войсками городская больница № 3 в Мариуполе. Донецкая область, 9 марта 2022 года

Немецкое издание Der Tagesspiegel обнародовало юридическое заключение юриста Отто Люхтерхандта, специализирующегося на вопросах права в странах Восточной Европы, в котором говорится о блокаде Мариуполя и многочисленных преступлениях российских военных с точки зрения международного права, в частности, геноциде. В интервью Deutsche Welle касательно действий свидетельствующих о геноциде он заявил:.
- «Первое — это окружение города и то, что с начала марта в город не допускаются службы с украинской стороны для обеспечения населения продовольствием и самыми необходимыми для жизни вещами. Население отрезано от воды, электричества и отопления, а также мобильной связи, которая сегодня является стандартом, то есть люди отрезаны от коммуникации с внешним миром»[58].
- «Второе — постоянные бомбардировки жилых районов и людей, и, особенно, медицинских, культурных и других учреждений, которые никакого отношения к власти или военным объектам не имеют. Наиболее вопиющее — это действительно нападение на детскую больницу. Здесь даже российская пропаганда противоречила сама себе, когда сначала говорила, что это фейк и этого вообще не было, а потом рассказывала, что там якобы расположен штаб батальона, праворадикалов и „нацистов“»[58].
- «И из этих объективных фактов можно сделать вывод о субъективном намерении российских войск или президента Путина уничтожить, стереть город и его население с лица земли. То есть население систематически уничтожается, ведутся плановые действия, а не какие-то случайные бомбардировки»[58].

Касательно того, что термин «геноцид» подразумевает уничтожение определённой этнической группы, он отметил: «Да, ведь речь идет об общине города Мариуполь как части украинского населения, то есть украинской национальной группы. В составе преступления говорится о защите от действий на уничтожение не только всей группы, но и её части».
Доцент кафедры международного права Института международных отношений КНУ имени Тараса Шевченко Захар Тропин на своей странице в Facebook, которую цитирует Радио «Свобода», указал: «ужасные события в Буче, Ирпене и Гостомеле (и вообще на Украине) должны рассматриваться и упоминаться в привязке к цели так называемой „спецоперации“ РФ. Руководство агрессора прямо об этом говорило — так называемая „денацификация“. Учитывая совершенное это прямой призыв, планирование и руководство геноцидом в Украине. Логика проста: события в Буче, Ирпене и Гостомеле + цель так называемой „спецоперации“, „денацификация“ = состав преступления геноцида».
Профессор Йельского университета Тимоти Снайдер, специализируется на истории Восточной Европы и Холокоста, в статье для The Washington Post утверждал, основываясь на анализе заявлений, высказываний и речей президента России за последние десятилетия, что «геноцидные» намерения в отношении украинцев у Владимира Путина появились давно. Снайдер отмечал: «Увидеть стремление Путина к геноциду — значит помочь некоторым из нас понять, откуда взялась эта война, куда она ведет и почему её нельзя проиграть».
В докладе американского аналитического центра New Lines Institute for Strategy and Policy и канадского Центра по правам человека имени Рауля Валленберга прямо говорится, что российское государство нарушает статьи II и III Конвенции ООН о геноциде и предупреждает о серьёзной и неизбежной опасности геноцида в Украине. Под исследованием подписались более 30 ведущих ученых-правоведов и экспертов в области геноцида.
Исследователи обратили внимание на то, какие нарративы российской пропаганды могли привести к вторжению и совершению многочисленных военных преступлений в Украине. Провластные российские СМИ и официальные лица отрицали само существование украинской национальной идентичности, языка и культуры и легитимность украинского государства и обозначали тех, кто идентифицирует себя, как украинцы, как заслуживающих наказания. Украину и украинцев также очерняли, обвиняя в совершении геноцида и поддержке неонацизма, описывая украинцев как недолюдей, больных или угрозу для России. Кроме того, во время вторжения российские СМИ всегда отрицали совершение российскими солдатами военных преступлений, позволяя им продолжать совершать зверства, а россиянам игнорировать проблему. Благодаря контролю над СМИ и соцсетями Кремлю удалось убедить россиян поддержать вторжение и военные преступления или по крайней мере не возражать против них. При этом были обнаружены доказательства того, что российских солдат на совершение преступлений сподвигли сообщения от пользователей соцсетей или от родственников. По свидетельствам очевидцев, российские солдаты усвоили нарративы российской пропаганды и выражали намерения «изнасиловать каждую нацистскую шлюху» или «поохотиться на нацистов».
Подробный доклад по расследованию насильственной депортации украинских детей в Россию в качестве иска в Международный уголовный суд опубликовала французская правозащитная ассоциация «За Украину, за их и нашу свободу» (фр. Pour l'Ukraine, pour leur liberté et la nôtre), куда входят известные юристы и государственные деятели. В России детей отдают в приёмные семьи, а в провластных ресурсах активно рекламируют программу усыновления. Французский адвокат Эммануэль Дауд все эти действия называет геноцидом — «преднамеренным планом, в центре которого находится желание уничтожить всю или часть определенной национальной группы», так как стирается украинское прошлое этих детей.

### Утверждения о недостаточности доказательств, при наличии предпосылок к геноциду
Исследователи отмечают, что, несмотря на геноцидный образ действий войск РФ, юридически признать преступления против гражданских в Украине в качестве геноцида будет сложно, что, в частности, показывает ограниченность международной системы законов в предотвращении уничтожения гражданского населения и наказания виновных.
Старший юрисконсульт Human Rights Watch Айслинг Рейди в комментарии Deutsche Welle 3 апреля 2022 год отмечала, что в Буче, «безусловно, есть военные преступления, потенциальные преступления против человечности, где мы видим, как убивают гражданских лиц, явно убивают в формате суммарной казни», указав при этом, что называть происшедшее геноцидом «слишком рано».
Профессор международного права Американского университета и бывший юрист прокуратуры Международного уголовного суда Ребекка Гамильтон в комментарии The Washington Post 5 апреля 2022 года отметила, что термин «геноцид» часто используется представителями общественности «для описания ситуации, которая ужасна, кажется невообразимой, когда кажется, что мирных жителей убивают только по той причине, что они, в данном случае, украинцы». Однако, по её мнению, «юридическое определение геноцида очень специфично, и мы ещё не достигли той стадии, когда было собрано достаточно доказательств, чтобы сделать юридическую оценку того, имеет ли место геноцид».
Профессор права в области прав человека Американского университета и бывший спецсоветник ООН по предотвращению геноцида Хуан Мендес в комментарии Аль-Джазира выразил следующее мнение: «Я думаю, что это заслуживает расследования. Безусловно, было бы серьёзной ошибкой игнорировать тот факт, что многие жертвы до сих пор были явно гражданскими лицами, возможно, из-за того, что они были украинцами — это национальное происхождение, условие, которое вписывается в частичное определение геноцида… Но тот факт, что гибнут мирные жители, не обязательно является геноцидом».
Преподаватель международной политики в Королевском колледже Лондона Джонатан Лидер Мейнард в интервью Би-би-си, опубликованном 8 апреля 2022 года, утверждал, что доказательства все ещё слишком неясны в соответствии со строгой формулировкой Конвенции о геноциде. Он отмечал: «Возможно, эти зверства могли быть геноцидом или могли перерасти в геноцид в будущем, но доказательств пока недостаточно». В то же время Мейнард обратил внимание на «глубоко тревожную» риторику президента России, отрицающего историческое существование Украины как независимого государства. По его словам, это иллюстрирует «геноцидный образ мышления», когда Владимир Путин считает, что Украина «ненастоящая, поэтому она не имеет права на существование».
Директор Центра международных судов и трибуналов Университетского колледжа Лондона Филипп Сэндс в комментарии Би-би-си указывал, что существуют доказательства военных преступлений, учитывая нападения на мирных жителей, а осада портового города Мариуполя представляется преступлением против человечности. Однако для того, чтобы доказать геноцид по международному праву, прокурор должен установить намерение уничтожить группу полностью или частично. А международные суды, согласно его оценке, установили очень высокий порог для доказывания этого. Намерение может быть установлено прямыми доказательствами, когда преступники говорят, что убивают людей, чтобы уничтожить группу, что по мнению Сэндса вряд ли существует, либо его можно вывести из модели поведения, «но это трудный вопрос». По его мнению «поход в деревню и систематическая казнь значительной части взрослых мужчин из одной национальной или религиозной группы — если это произошло в Буче — может быть признаком намерения совершить геноцид… Но на данном этапе у нас недостаточно доказательств, чтобы точно знать, что именно произошло и почему. Я думаю, что правильно быть предельно внимательным к признакам намерения геноцида, поскольку война перемещается на восток Украины и становится все более жестокой».

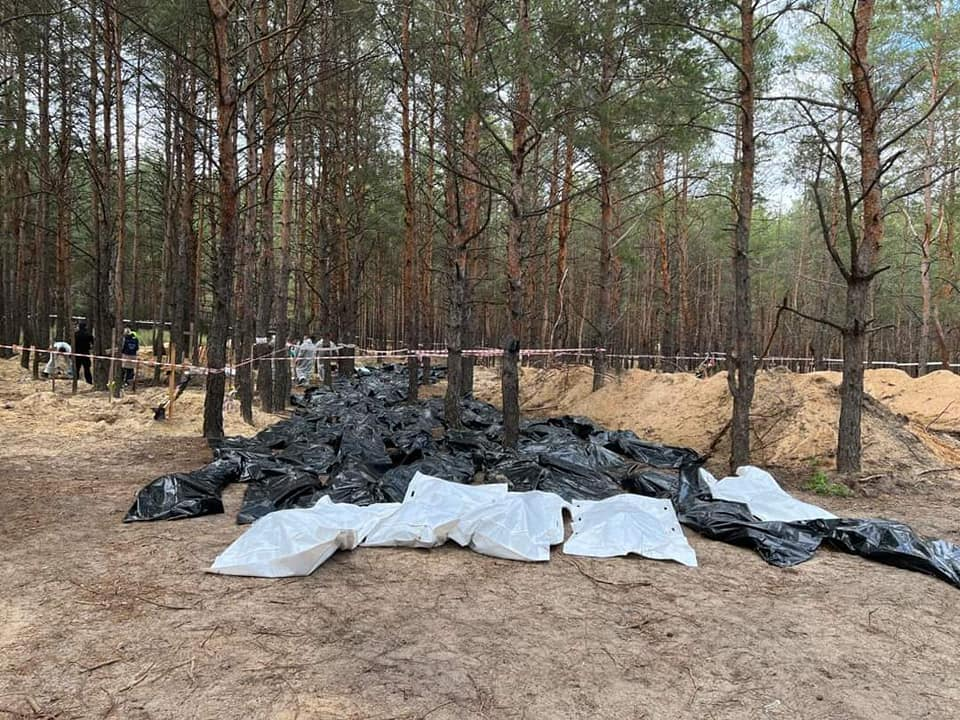
Эксгумация тел из массовых захоронений под Изюмом. Харьковская область, 23 сентября 2022 года

Директор Центра изучения геноцида и прав человека в Ратгерском университете Александр Хинтон в интервью Би-би-си отмечал, что военные преступления и преступления против человечности определённо имеют место в Украине в результате бомбардировок с уничтожением и нападений на мирных жителей. Он также обратил внимание на геноцидальную риторику Владимира Путина, однако по его мнению это должно быть четко связано с зверствами на местах, чтобы доказать намерение геноцида. Он заявил: «Я бы не сказал, что это геноцид, как заявил [президент] Зеленский, но я бы сказал, что предупреждающие сигналы есть. Угроза риска очень высока».

## Процесс расследования
16 марта 2022 года Международный суд ООН постановил: Россия должна немедленно прекратить военное вторжение которое она начала 24 февраля.
В начале марта 2022 года главный прокурор Международного уголовного суда Карим Хан в ответ на обращения из 39 стран начал расследование обвинений в военных преступлениях, преступлениях против человечности или геноциде на Украине «любым лицом» с ноября 2013 года. Предварительное расследование выявило «разумные основания полагать, что преступления, подпадающие под юрисдикцию суда, были совершены» и «выявило потенциальные дела, которые были бы приемлемыми».
4 марта 2022 года Совет ООН по правам человека создал Независимую международную комиссию по расследованию нарушений на Украине.
Также отдельно проводятся и другие расследования, инициаторами которых являются независимые государства.
В марте 2023 года Комиссия ООН заявила, что пока не нашла доказательств геноцида на Украине, но не отрицает факт массовых убийств и других военных преступлений.